# Asbest
Asbest (ru. Асбест) este un oraș din Regiunea Sverdlovsk, Federația Rusă și are o populație de 76.328 locuitori.

## Etimologie
Asbest a fost numit după industria sa de Azbest .
A fost cunoscut anterior drept Kudelka (până în 1928).

## Economie
Uralasbest este o societate din Asbest pe acțiuni care este unul dintre cei mai mari și mai vechi producători de crisotil (un tip de azbest) din lume. Mina de crisotil adiacentă orașului face obiectul unor investigații științifice publicate, revizuite cu privire la impactul său dăunător asupra sănătății populației locale și se spune că este cea mai mare din lume.